# Luigi De Mossi
Luigi De Mossi (n. 13 ianuarie 1960, Siena, Toscana, Italia) este un politician italian.